# Bad Essen
Bad Essen település Németországban, azon belül Alsó-Szászország tartományban. Lakosainak száma 16 377 fő (2023. december 31.). Bad Essen Melle, Bohmte, Bissendorf, Preußisch Oldendorf és Ostercappeln községekkel határos.

## Népesség
A település népességének változása:
| Lakosok száma | 15 263 | 15 389 | 15 449 | 15 645 | 15 982 | 16 339 | 16 377 |
|               | 2015   | 2016   | 2017   | 2019   | 2021   | 2022   | 2023   |